# Fernando Suárez Paz
Fernando Suárez Paz (* 1. Januar 1941 in Ramos Mejía, Provinz Buenos Aires; † 11. September 2020 in Buenos Aires) war ein argentinischer Tango-Violinist.

## Werdegang
Suárez hatte ab dem fünften Lebensjahr Violinunterricht und wurde als Jugendlicher Mitglied des Jugendorchesters von LRA Radio del Estado, später des Orquesta Sinfónica Nacional. Siebzehn Jahre lang war er Erster Violinist des Orquesta Filarmónica de Buenos Aires. Er trat unter der Leitung von Dirigenten wie Burt Bacharach, Lalo Schifrin, Michel Legrand und Waldo de los Ríos auf.
Als Tangomusiker war er u. a. Mitglied der Orchester von Enrique Francini, Orlando Trípodi, Tití Rossi, Horacio Salgán, Miguel Caló, Fulvio Salamanca, Pedro Laurenz, Aníbal Troilo, Mariano Mores, Atilio Stampone, Leopoldo Federico, Osvaldo Requena, Néstor Marconi, Osvaldo Berlingieri und Raúl Garello, der Los 7 del Tango und Gründungsmitglied des Sexteto Mayor. 1978 wurde er Geiger in Astor Piazzollas Quinteto Nuevo Tango, dem er bis zu dessen Auflösung 1988 angehörte. Er wirkte in dieser Zeit an der Aufnahme von achtzehn Alben und mehreren Film-Soundtracks mit. Piazzolla widmete ihm die Komposition Escualo.
1991 nahm er Piazzollas Concierto de Nácar mit dem Orquesta Filarmónica de Buenos Aires unter Leitung von Pedro Ignacio Calderón auf und spielte mit seiner eigenen Streichgruppe das erste Piazzolla-Album Cuerdas para Piazzolla auf. Im gleichen Jahr wurde er in die Academia Nacional del Tango aufgenommen. Er trat mit dem Vibraphonisten Gary Burton bei Jazzfestivals in Japen, Europa und den USA auf und spielte 1995 für Arcadia Records das Concierto en Canto Negroriano ein, das Gabriel Senanes für ihn komponiert hatte.
Ab 1996 leitete er ein Quintett, mit dem er die Werke Piazzollas in Israel, Portugal, Spanien, den USA, Brasilien und Uruguay aufführte und die Alben Milonga del Angel und Por amor a Astor aufnahm. Mit dem Duo Assad (Sergio und Odair Assad) spielte er 1997 Fuga y Misterio ein. Mit seinem Quintett und dem Tänzer Julio Bocca tourte er 2000 durch die USA, mit dem Duo Assad im Folgejahr durch Europa. 2002 wurde er mit einem Grammy ausgezeichnet.
Am Teatro Colón eröffnete er 2002 den Konzertzyklus Astor Triunfal zum zehnten Todestag von Piazzolla. Im gleichen Jahr spielte er hier auch das Concierto en Canto Negroriano unter Leitung des Komponisten. 2004 gründete er ein Duo mit Osvaldo Requena und nahm mit ihm 2006 das Album Encuentro tanguero auf. 2009 unternahm er mit Requena eine Konzertreise durch Japan.